# Чунаєв Расул Абакар-огли
Расул Чунаєв (азерб. Rəsul Çunayev; нар. 7 січня 1991, селище Кабахчель, Белакенський район, Азербайджанська РСР, СРСР) — азербайджанський борець греко-римського стилю, етнічний аварець, олімпійський медаліст, переможець та дворазовий бронзовий призер чемпіонатів світу, дворазовий срібний призер чемпіонатів Європи, володар, срібний та триразовий бронзовий призер Кубків світу, чемпіон Універсіади, чемпіон Європейських ігор, бронзовий призер Олімпійських ігор.

## Біографія

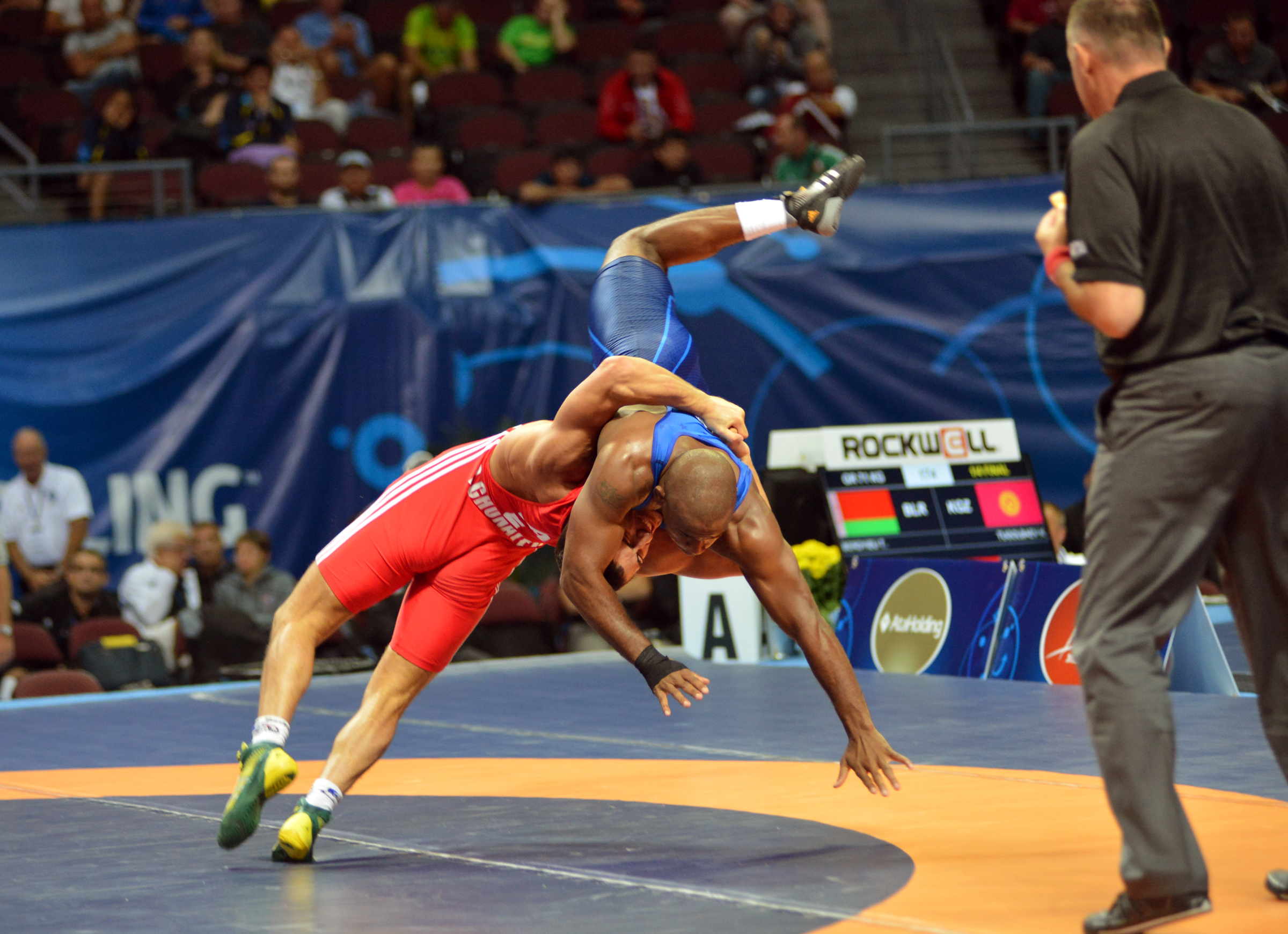
Расул Чунаєв проводить прийом проти американця Джастіна Лестера на чемпіонаті світу 2015 року

Народився у Белакенському районі Азербайджану, населеного переважно аварцями. Боротьбою займається з 2000 року. Двічі ставав бронзовим призером чемпіонатів світу серед юніорів (2010, 2011). Чемпіон Європи серед юніорів (2010) та серед кадетів (2008), бронзовий призер чемпіонату Європи серед юніорів (2010). За перемогу на Універсіаді 2013 року отримав від Президента Азербайджану Ільхама Алієва квартиру.

## Спортивні результати на міжнародних змаганнях

### Виступи на Олімпіадах
| Змагання                    | Збірна      | Вагова категорія                 | Місце  |
| --------------------------- | ----------- | -------------------------------- | ------ |
| Літні Олімпійські ігри 2016 | Азербайджан | греко-римська боротьба, до 66 кг | Бронза |

### Виступи на Чемпіонатах світу
| Змагання                        | Збірна      | Вагова категорія                 | Місце  |
| ------------------------------- | ----------- | -------------------------------- | ------ |
| Чемпіонат світу з боротьби 2014 | Азербайджан | греко-римська боротьба, до 71 кг | Бронза |
| Чемпіонат світу з боротьби 2015 | Азербайджан | греко-римська боротьба, до 71 кг | Золото |
| Чемпіонат світу з боротьби 2017 | Азербайджан | греко-римська боротьба, до 71 кг | 7      |
| Чемпіонат світу з боротьби 2018 | Азербайджан | греко-римська боротьба, до 72 кг | Бронза |
| Чемпіонат світу з боротьби 2019 | Азербайджан | греко-римська боротьба, до 67 кг | 15     |

### Виступи на Чемпіонатах Європи
| Змагання                         | Збірна      | Вагова категорія                 | Місце  |
| -------------------------------- | ----------- | -------------------------------- | ------ |
| Чемпіонат Європи з боротьби 2014 | Азербайджан | греко-римська боротьба, до 71 кг | Срібло |
| Чемпіонат Європи з боротьби 2018 | Азербайджан | греко-римська боротьба, до 72 кг | Срібло |

### Виступи на Європейських іграх
| Змагання              | Збірна      | Вагова категорія                 | Місце  |
| --------------------- | ----------- | -------------------------------- | ------ |
| Європейські ігри 2015 | Азербайджан | греко-римська боротьба, до 71 кг | Золото |

### Виступи на Кубках світу
| Змагання                    | Збірна      | Вагова категорія                 | Місце  |
| --------------------------- | ----------- | -------------------------------- | ------ |
| Кубок світу з боротьби 2009 | Азербайджан | греко-римська боротьба, до 66 кг | Бронза |
| Кубок світу з боротьби 2012 | Азербайджан | греко-римська боротьба, до 66 кг | 12     |
| Кубок світу з боротьби 2013 | Азербайджан | греко-римська боротьба, до 66 кг | Бронза |
| Кубок світу з боротьби 2014 | Азербайджан | греко-римська боротьба, до 71 кг | Бронза |
| Кубок світу з боротьби 2015 | Азербайджан | греко-римська боротьба, до 71 кг | Золото |
| Кубок світу з боротьби 2017 | Азербайджан | греко-римська боротьба, до 71 кг | Срібло |

### Виступи на Універсіадах
| Змагання               | Збірна      | Вагова категорія                 | Місце  |
| ---------------------- | ----------- | -------------------------------- | ------ |
| Літня Універсіада 2013 | Азербайджан | греко-римська боротьба, до 66 кг | Золото |

### Виступи на інших змаганнях
| Змагання                                                      | Збірна      | Вагова категорія                 | Місце  |
| ------------------------------------------------------------- | ----------- | -------------------------------- | ------ |
| Міжнародний турнір «Cristo Lutte» 2009                        | Азербайджан | греко-римська боротьба, до 66 кг | Бронза |
| Чемпіонат світу з боротьби серед студентів 2010               | Азербайджан | греко-римська боротьба, до 66 кг | Золото |
| Вогні Москви 2011                                             | Азербайджан | греко-римська боротьба, до 66 кг | Срібло |
| Золотий Гран-прі з боротьби 2012 (Стамбул)                    | Азербайджан | греко-римська боротьба, до 66 кг | 9      |
| Олімпійський кваліфікаційний турнір з боротьби 2012 (Тайюань) | Азербайджан | греко-римська боротьба, до 66 кг |        |
| Золотий Гран-прі з боротьби 2012 (Баку)                       | Азербайджан | греко-римська боротьба, до 66 кг | Бронза |
| Вогні Москви 2012                                             | Азербайджан | греко-римська боротьба, до 66 кг | Срібло |
| Турнір Вехбі Емре 2013                                        | Азербайджан | греко-римська боротьба, до 66 кг | Золото |
| Золотий Гран-прі з боротьби 2013 (Баку)                       | Азербайджан | греко-римська боротьба, до 66 кг | Золото |
| Турнір Вехбі Емре 2014                                        | Азербайджан | греко-римська боротьба, до 71 кг | Золото |
| Золотий Гран-прі з боротьби 2014 (Баку)                       | Азербайджан | греко-римська боротьба, до 71 кг | Срібло |
| Олімпійський кваліфікаційний турнір з боротьби 2016 (Стамбул) | Азербайджан | греко-римська боротьба, до 66 кг | Золото |
| Турнір Дана Колова — Николи Петрова 2017                      | Азербайджан | греко-римська боротьба, до 71 кг | Золото |
| Ігри ісламської солідарності 2017                             | Азербайджан | греко-римська боротьба, до 71 кг | Бронза |
| Турнір Дана Колова — Николи Петрова 2018                      | Азербайджан | греко-римська боротьба, до 72 кг | Золото |
| Меморіал Іона Корнеану і Ладислава Сімона 2019                | Азербайджан | греко-римська боротьба, до 72 кг | 8      |

### Виступи на змаганнях молодших вікових груп
| Змагання                                       | Збірна      | Вагова категорія                 | Місце  |
| ---------------------------------------------- | ----------- | -------------------------------- | ------ |
| Чемпіонат Європи з боротьби серед кадетів 2008 | Азербайджан | греко-римська боротьба, до 58 кг | Золото |
| Чемпіонат Європи з боротьби серед юніорів 2010 | Азербайджан | греко-римська боротьба, до 66 кг | Золото |
| Чемпіонат світу з боротьби серед юніорів 2010  | Азербайджан | греко-римська боротьба, до 66 кг | Бронза |
| Чемпіонат Європи з боротьби серед юніорів 2011 | Азербайджан | греко-римська боротьба, до 66 кг | Бронза |
| Чемпіонат світу з боротьби серед юніорів 2011  | Азербайджан | греко-римська боротьба, до 66 кг | Бронза |